# AFC 아약스 프라우언
AFC 아약스 프라우언(네덜란드어: AFC Ajax Vrouwen)은 암스테르담을 연고로 하는 네덜란드의 프로 여자 축구 클럽이다. 2012년에 AFC 아약스 산하 여자 클럽으로 설립되었으며, 현재 네덜란드의 프로 여자 축구 리그인 에레디비시 프라우언에 참가하고 있다.

## 성적
- 에레디비시 프라우언 3회 우승 (2016-17, 2017-18, 2022-23), 2회 준우승 (2015-16, 2018-19)
- KNVB 여자컵 4회 우승 (2013-14, 2016-17, 2017-18, 2018-19), 2회 준우승 (2014-15, 2015-16)